# セラフィエル
セラフィエル（Seraphiel、ヘブライ語：שׂרפיאל）は、偽典『エノク書』の天使の名前である。由来として、八人の審判天使、またメルカバーの王子の一人として職務を担うと主張されるセラフィムの長の一人に名づけられた。『第三エノク書』では、セラフィエルは巨大で輝かしく、七つの天に等しい背丈を持ち、天使のような顔に、鷲のような体を持つ天使として描写されている。彼は稲妻と明けの明星の光に似て美しい。セラフィムの長として、彼らを監督し、神の賛美を謳うための歌を教えることに打ち込んでいる。魔術の伝承では、セラフィエルは火曜日と水星の支配者の一人である。彼は北方より呼出される。
セラフィエルはセラフィムの最高位、イェホエルとメタトロンのすぐ下を占めている。

## 参照
1. ↑  Davidson, Gustav (1967), A Dictionary of Angels, Including The Fallen Angels, p. 267, Library of Congress Catalog Card Number: 66-19757
2. ↑  Barrett, Francis (1801), The Magus, p. 119,  at sacred-texts.com